# Rasizm w Polsce

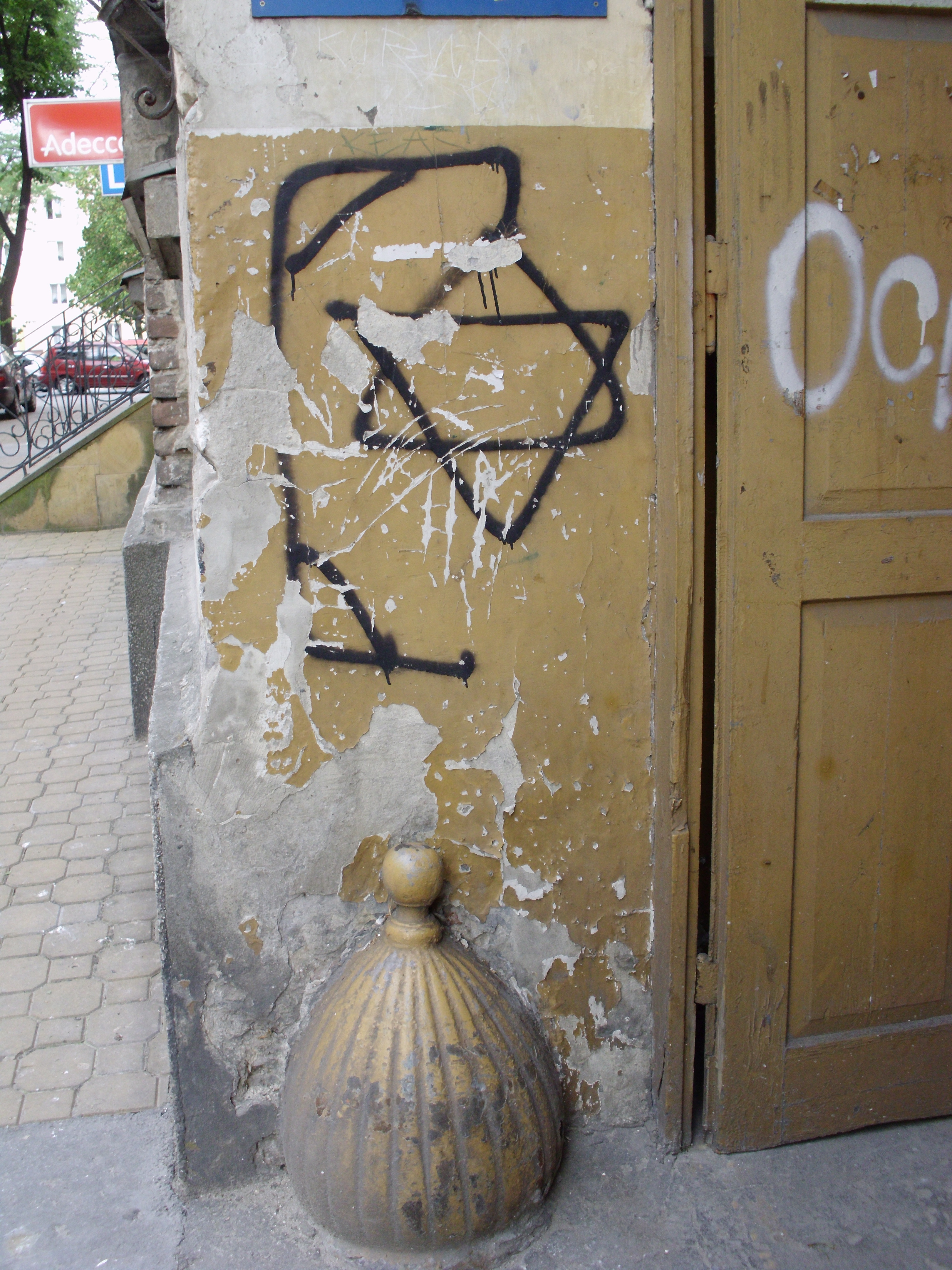
Antysemickie graffiti. Gwiazda Dawida na szubienicy. Ul. Sądowa 4. Lublin. Polska, 2012

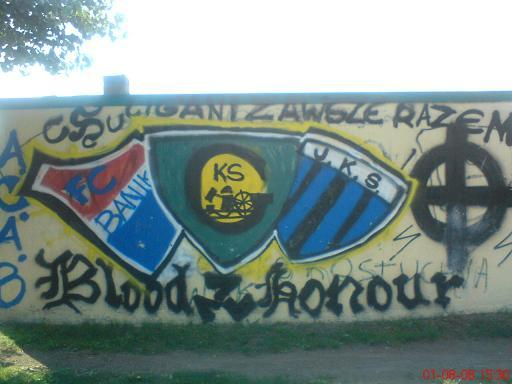
Graffiti w Katowicach promujące neonazistowskie ugrupowanie Krew i Honor, 2008

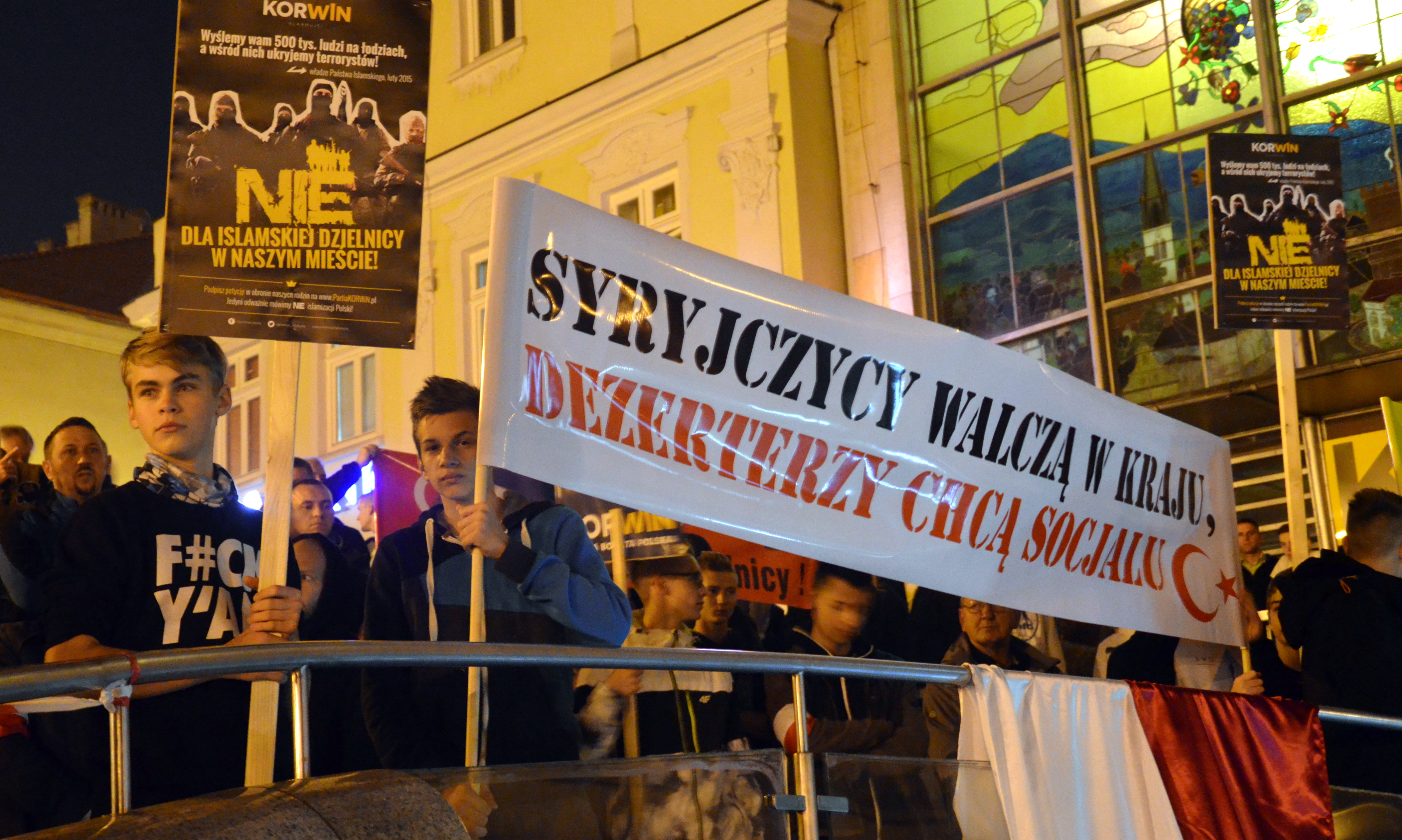
Banner przeciw migrantom z Syrii, demonstracja w Bielsku-Białej w 2015 r.

Rasizm w Polsce jest jednym z problemów społecznych które, jak w większości innych społeczeństw, jest przedmiotem debat społecznych i badań naukowych.
Rasizm w Polsce głównie przejawia się w mowie nienawiści, ale także zdarzają się ataki fizyczne. Częstotliwość zjawisk na tle rasistowskim w Polsce wzrosła w drugiej dekadzie XXI wieku.

## Historia
Ideologie rasistowskie nie mają znaczących korzeni w historii polskich ideologii. Pierwsze polskie ruchy rasistowskie pojawiły się w XX wieku pod wpływem ideologii nazistowskich w okresie II RP; nowe pojawiły się w okresie III RP, często inspirowane ideologiami zagranicznymi, np. białej supremacji. Według Macieja Strutyńskiego zachowania rasistowskie w III RP są propagowane przez „nieliczne i marginalne środowiska”, w tym grupy skinheadów (także muzyczne, np. Konkwista 88), neonazistowskie (narodowo-socjalistyczne), środowisko pseudokibiców i niektóre sekty neopogańskie (np. Kościół Twórcy).

## Statystyki
Polska od okresu powojennego jest krajem stosunkowo jednolitym etnicznie, na początku lat 2010. ok. 1,2% procenta populacji polskiej należało do oficjalnie uznanych mniejszości. Do tej liczby dochodzi w ostatnich latach znacząco większa liczba cudzoziemców przebywających w Polsce tymczasowo – turystycznie, zarobkowo itp., szacowana na ok. 2 miliony, czyli w przybliżeniu 4% populacji kraju.
Według badań opinii publicznej z 2020 r. Polacy najmniej lubią Arabów i Romów (odpowiednio 65% i 57% zadeklarowało niechęć do tych grup), w następnej kolejności są Rosjanie (43%), Ukraińcy (41%), Rumuni (40%) i Żydzi (33%).
W 2010 r. Helsińska Fundacja Praw Człowieka stwierdziła, że liczba przestępstw „na tle etnicznym, narodowym, rasowym w Polsce jest niska”, z zastrzeżeniem, że wiele takich przypadków może nie być zgłaszanych odpowiednim organom (zwłaszcza w przypadku nielegalnych imigrantów lub osób ubiegających się o prawo do pracy i pobytu w Polsce). Rasizm w Polsce przejawia się głównie w mowie nienawiści, ale zdarzają się także ataki fizyczne. Między 2010 a 2012 rokiem wzrosła liczba spraw karnych o podłożu rasistowskim i ksenofobicznym. Ogółem w 2012 roku w prokuraturach prowadzono 473 postępowania w takich sprawach, w 2011 roku – 323, a w 2010 roku – 182. Najczęściej dochodziło do znieważania z powodu przynależności narodowościowej, etnicznej, rasowej lub wyznaniowej (206 postępowań), nawoływania do nienawiści na tym tle (128), propagowania ustroju faszystowskiego lub totalitarnego (117), a także gróźb, naruszenia nietykalności cielesnej, stosowania przemocy. Najczęściej atakowani byli Żydzi (93 postępowania) i Romowie (35). Dalszy przyrost zjawisk rasistowskich odnotowano w połowie tej dekady, dodatkowo zwiększyła się częstotliwość ataków fizycznych.
W prowadzonej przez Stowarzyszenie „Nigdy Więcej” „Brunatnej Księdze” – monitoringu przestępstw popełnionych przez neofaszystów i skrajną prawicę oraz incydentów na tle rasistowskim, ksenofobicznym i aktów dyskryminacji na terenie Polski odnotowano: w latach 1987–2008 ponad dwa i pół tysiąca takich zdarzeń, w latach 2009–2010 – ponad 400, a w latach 2011–2012 – ponad 600.

## Ofiary
Obcokrajowców odwiedzających Polskę częściej spotyka niechęć i ksenofobia niż rasizm, aczkolwiek definicja rasizmu nie jest jednoznaczna, a zjawiska te uznawane są za blisko powiązane i łatwe do pomylenia. Najbardziej wyeksponowani są ci, którzy wyglądają inaczej niż większość społeczności polskiej, na przykład Romowie, jak również ludzie o ciemnym kolorze skóry i dlatego najczęściej dotknięci rasizmem są  ludzie o azjatyckim lub afrykańskim pochodzeniu. Kibice wielu polskich klubów piłkarskich nagminnie obrażają czarnoskórych piłkarzy.

## Przyczyny
Według Marcina Deutschmanna zjawiska rasistowskie wzrosły na początku XXI wieku na skutek zwiększenia się liczby obcokrajowców w Polsce, na co wpłynęły takie zjawiska jak migracja zarobkowa z Ukrainy, o wiele mniejsza, lecz bardziej widoczna medialnie migracja z Bliskiego Wschodu, powiązana z kryzysem migracyjnym w Europie, oraz rozwój współpracy międzynarodowej w obszarze szkolnictwa wyższego, który spowodował wzrost liczby zagranicznych studentów w Polsce. W połowie lat 2010. w Polsce było ponad milion obywateli Ukrainy (część nielegalnie), ok. 3000 osób o statusie uchodźcy oraz posiadających prawo pobytu ze względów humanitarnych i ponad 50 000 studentów z zagranicy. 
Mustafa Switat jako przyczyny rasizmu w Polsce podał „klasyczną dychotomię „swoi” – „obcy”, trwałość stereotypów przy braku rzetelnej wiedzy [...] i sporadyczności kontaktów z „obcymi” oraz w zakorzenionym strachu przed „obcymi”. 
Według politologa Johna Godsona, występujące niekiedy w Polsce uprzedzenia wobec osób o innym kolorze skóry wynikają często nie z rasizmu, rozumianego jako przekonanie o niższości innych „ras”, ale z niskiego poziomu kompetencji międzykulturowych, czyli z braku kontaktów z innymi kulturami, co przejawia się strachem i uleganiem stereotypom rasowym i kulturowym.
Według Marcina Kornaka, założyciela Stowarzyszenia „Nigdy Więcej”, wieloletnie zaniechania oraz bierność państwa i wymiaru sprawiedliwości zrodziły na skrajnej prawicy i wśród rasistowskich pseudokibiców poczucie bezkarności i butę. Podobną opinię wypowiedział Rzecznik Praw Obywatelskich Adam Bodnar w 2017 r.: „Niestety, w Polsce panuje w tym temacie atmosfera milczenia. Jeśli coś się złego wydarzy, to nie ma naturalnej reakcji ze strony polityków partii rządzącej, w postaci stanowczego potępienia takich zachowań. Jest za to granie statystykami i tłumaczenie, że to tylko „jakiś wybryk chuligański””. Według byłej Rzecznik Praw Obywatelskich, Ewy Łętowskiej, główne problemy słabej reakcji wymiaru sprawiedliwości na przestępstwa „z nienawiści” tkwią w  aksjologicznej niewrażliwości prokuratury i sądów na przestępstwa z nienawiści. To owocuje częstym umarzaniem spraw wszczętych lub niedopatrzeniem się na tle poszczególnych wypadków nawoływania do nienawiści „na tle” (zniewagi „na tle”) przynależności do grupy wykluczanej. Z tymi opiniami zgadza się Marcin Deutschmann, pisząc: „problemem jest postawa polskich władz, które na [zjawiska rasistowskie] przyzwalają i bagatelizują problem, a czasami nawet swoimi wypowiedziami go eskalują. Populiści używają społecznych strachów i budzą w społeczeństwie emocje, dzięki którym mogą łatwo zyskać społeczne poparcie”.

## Działania przeciw rasizmowi

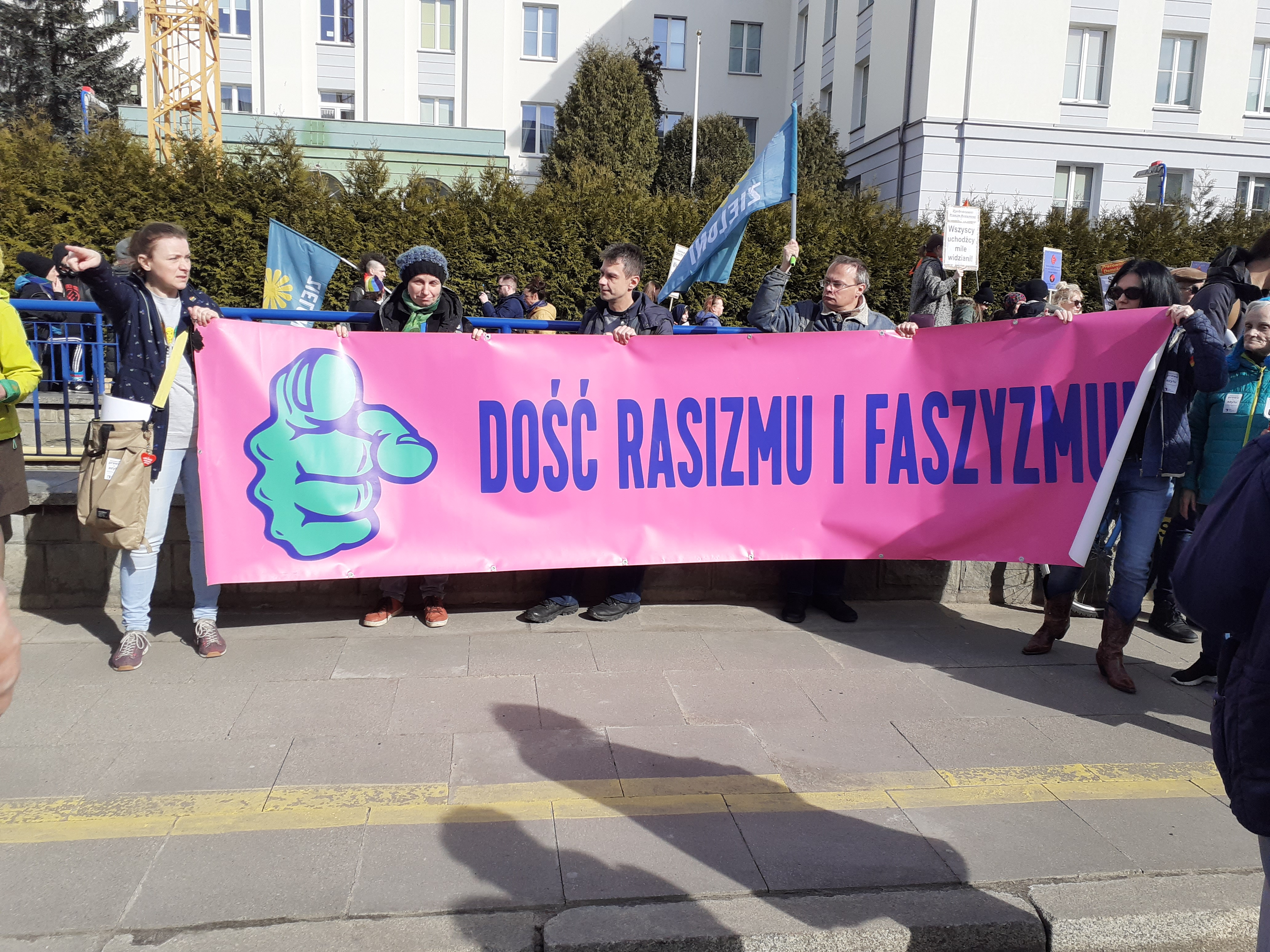
Baner niesiony w trakcie antyrasistowskiego marszu w Warszawie w 2023.

Po upadku komunizmu w Polsce powstało wiele organizacji mniejszościowych – niektóre mniejszości zostały uznane i niektóre z nich otrzymały pomoc z funduszy społecznych dla niektórych swoich działań. Istnieją też instytucje (głównie pozarządowe), których główną misją jest walka z rasizmem i ksenofobią, m.in. Stowarzyszenie „Nigdy Więcej” i Ośrodek Monitorowania Zachowań Rasistowskich i Ksenofobicznych.
Na początku lat 90. Sejm rozpoczął prace legislacyjne nad ustawą o mniejszościach, która została uchwalona w 2005 r. (Ustawa o mniejszościach narodowych i etnicznych oraz o języku regionalnym). Ustawa ta zapewnia pewną ochronę prawną dla grup uznanych za mniejszości w Polsce, nie obejmuje jednak grup, które nie zostały uznane za mniejszości, ani obcokrajowców (turystów lub pracowników tymczasowych).
Obecna konstytucja Polski (z roku 1997) stwierdza, że każda dyskryminacja, w tym domyślnie na tle rasowym, jest niedozwolona.

## Czytaj więcej
- Pankowski R. (2006). Rasizm a kultura popularna. Warszawa: Wydawnictwo Trio
- Klaus W., Wencel K., Dyskryminacja cudzoziemców w Polsce, 2009, Stowarzyszenie Interwencji Prawnej, s. 25-27
- Dyskryminacja ze względu na rasę, narodowość lub pochodzenie etniczne, Krajowy Program Działań na rzecz Równego Traktowania